# 鳥取県道233号矢口鹿野線
鳥取県道233号矢口鹿野線（とっとりけんどう233ごう やぐちしかのせん）は、鳥取県鳥取市を通る一般県道である。

## 概要
鳥取市気高町下坂本から鳥取市鹿野町鹿野に至る。
鳥取市気高町瑞穂地区を縦断する道路である。

### 路線データ
- 起点：鳥取県鳥取市気高町下坂本（下坂本交差点（国道9号交点）
- 終点：鳥取県鳥取市鹿野町鹿野（鳥取県道21号鳥取鹿野倉吉線交点）
- 総延長：5.9 km[1]

## 路線状況

### 交通量
| 場所                     | 調査年             | 年間の交通量 |
| ------------------------ | ------------------ | ------------ |
| 鳥取県鳥取市気高町下坂本 | 2005年（平成17年） | 66,073台     |
| 鳥取県鳥取市気高町下坂本 | 2010年（平成22年） | 61,600台     |

## 地理

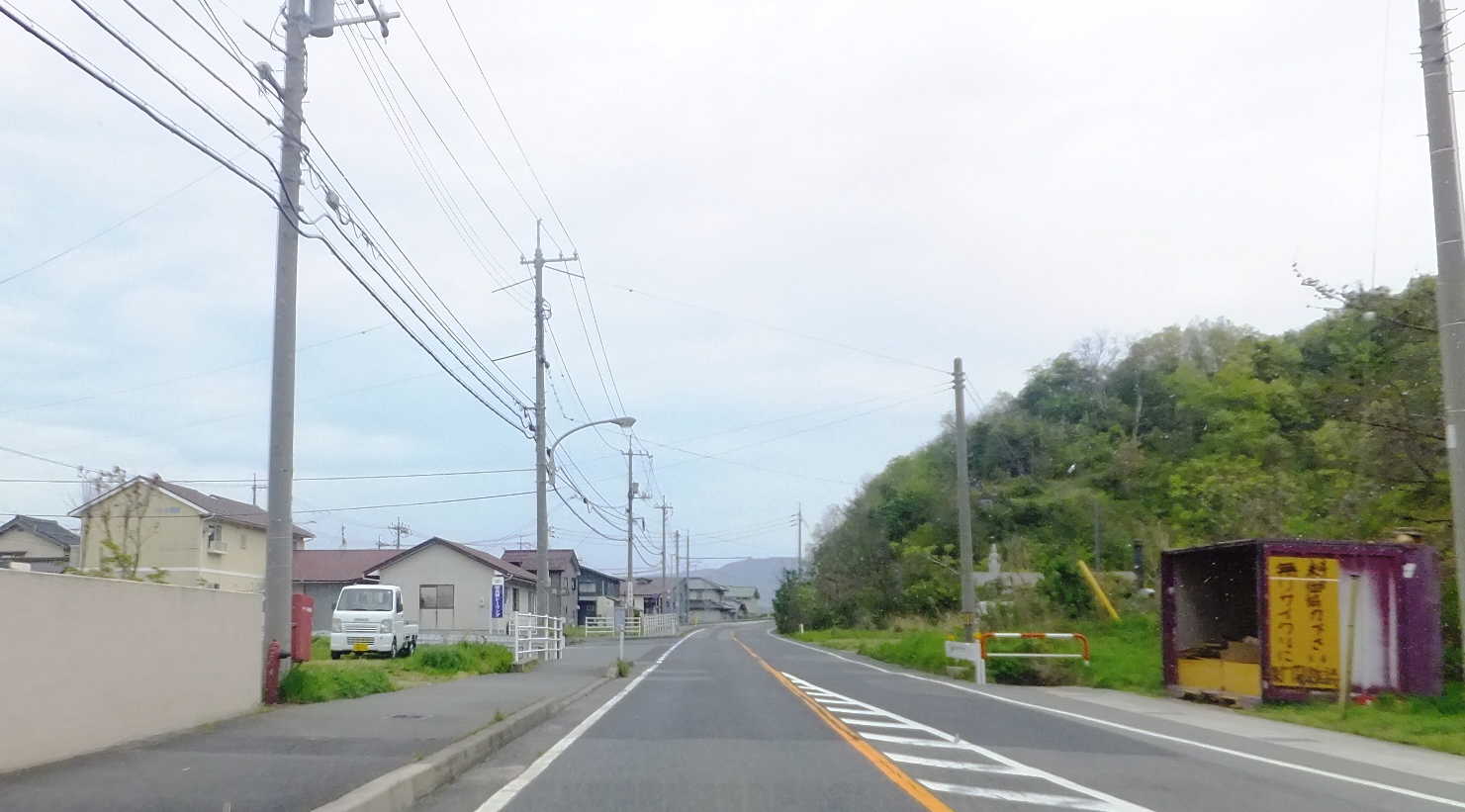
起点付近
鳥取県鳥取市気高町下坂本で撮影

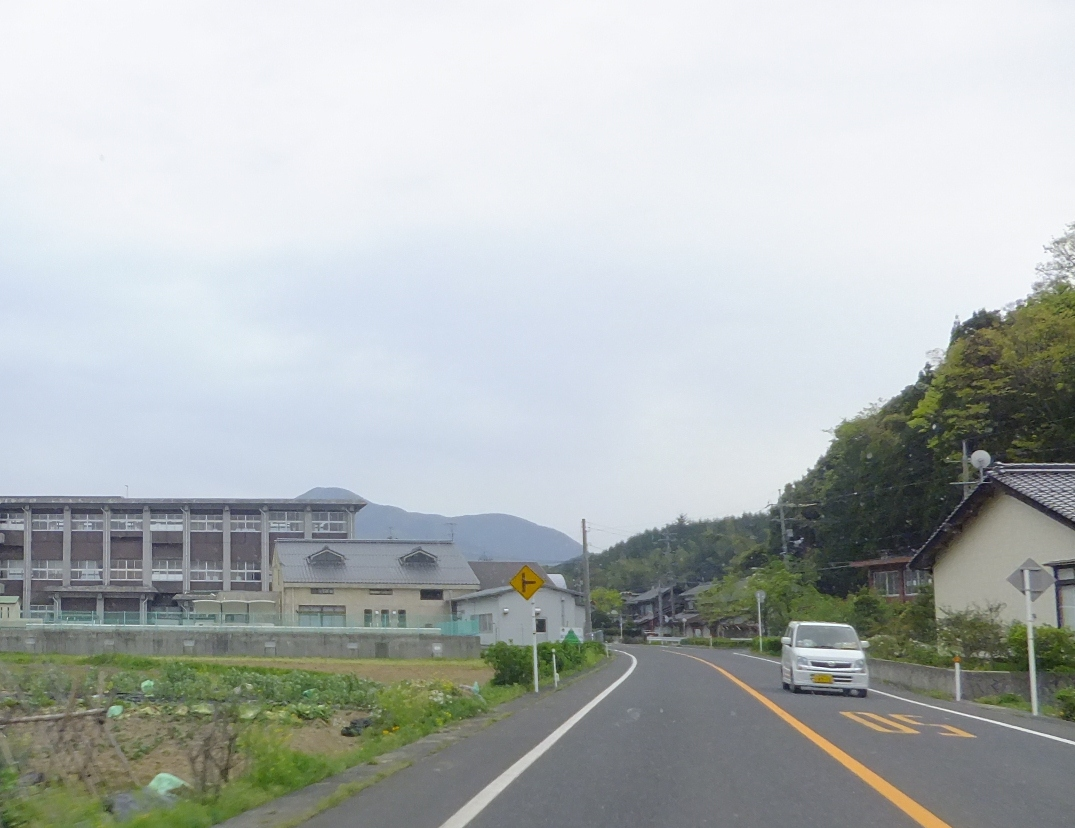
鳥取市立瑞穂小学校付近
鳥取県鳥取市気高町下坂本で撮影

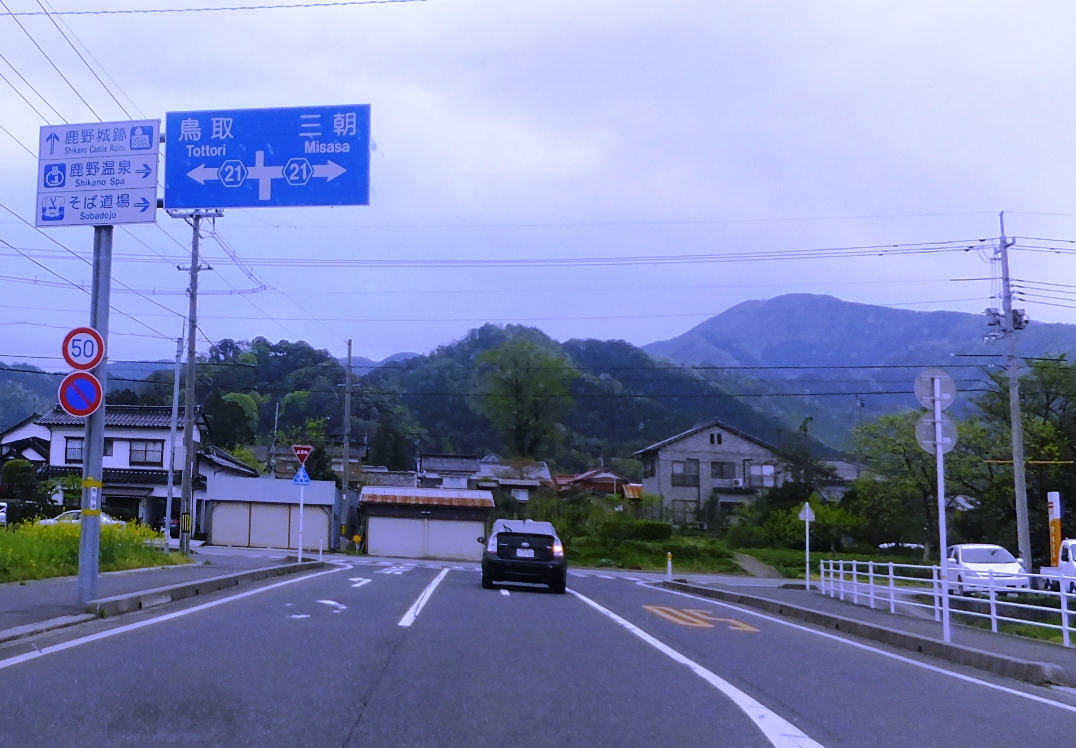
終点付近
鳥取県鳥取市鹿野町鹿野で撮影

### 通過する自治体
- 鳥取県
  - 鳥取市

### 交差する道路
| 交差する道路                                               | 交差する場所 | 交差する場所        |
| ---------------------------------------------------------- | ------------ | ------------------- |
| 国道9号                                                    | 気高町下坂本 | 下坂本交差点 / 起点 |
| E9 山陰自動車道 国道9号 / 鳥取西道路                       | 気高町下坂本 | 3 瑞穂宝木IC        |
| 鳥取市道3420186号会下上光線（気高広域農道）                | 気高町二本木 | 二本木交差点        |
| 鳥取県道21号鳥取鹿野倉吉線 鳥取県道32号郡家鹿野気高線 重複 | 鹿野町鹿野   | 終点                |

### 交差する鉄道
- 山陰本線

### 沿線
- 鳥取市立気高中学校（起点付近）
- 鳥取市立瑞穂小学校
- 鹿野郵便局
- 鳥取市役所 鹿野総合支所